# Бульвар Шевченка (Донецьк)

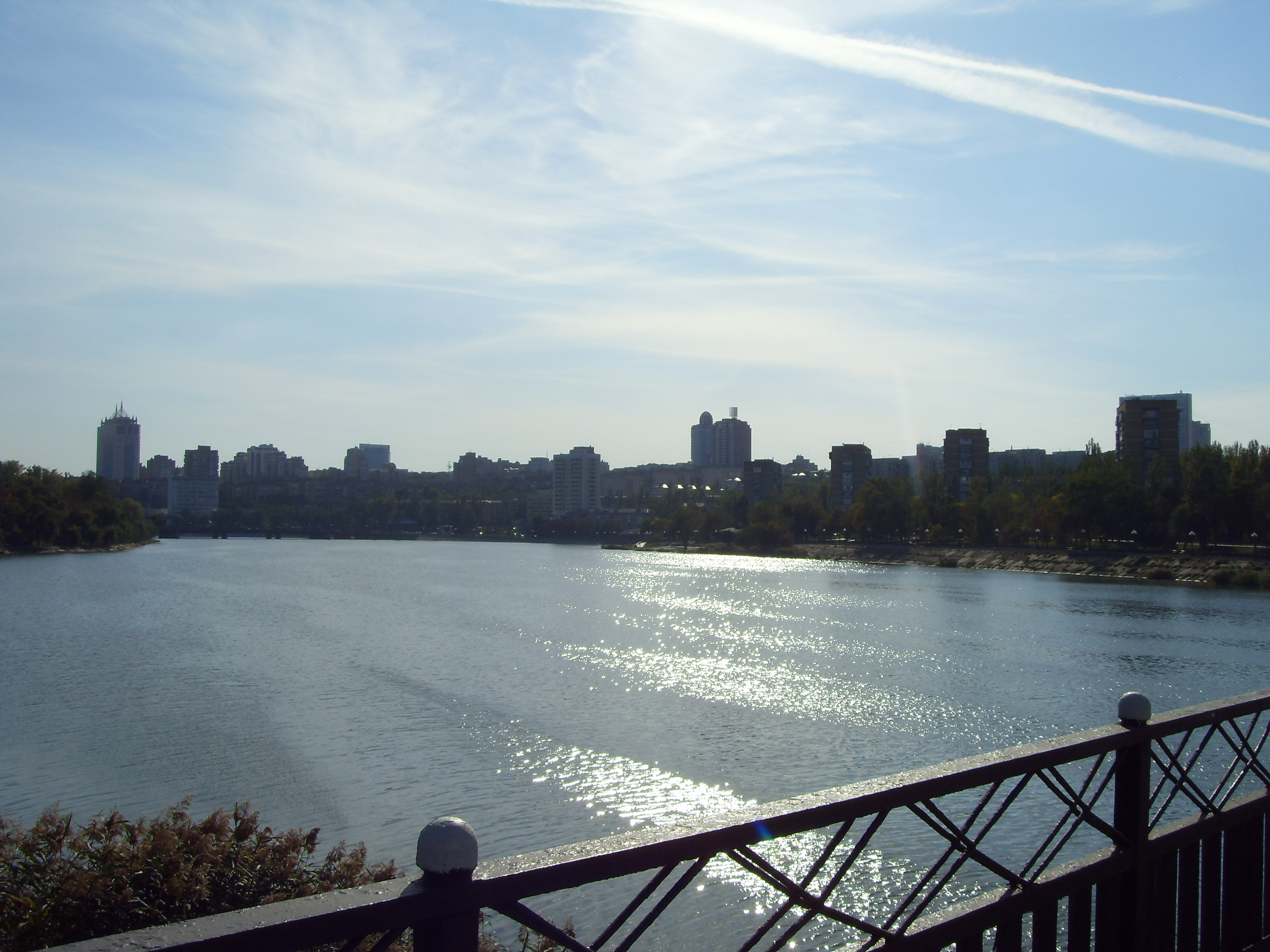
Вид на рiку Кальмiус з мосту по бульвару Шевченка, 2012 р.

Бульвар Шевченка — одна з головних вулиць міста Донецька. Розташований між Бульваром Пушкіна та Червоногвардійським проспектом.

## Історія
Вулиця названа на честь українського поета, художника, громадський діяча, з точки зору багатьох українців — духовного батька сучасного українського народу Тараса Шевченка.
До 1955 року бульвар мав назву Бульвар Пушкіна. В той же час нинішній Бульвар Пушкіна тоді носив ім'я Бульвар Т. Г. Шевченка. В той час на рівні уряду УРСР було вирішено поставити в Донецьку (тоді Сталіно) фундаментальний пам'ятник Кобзареві у повний зріст. Його було встановлено на тодішньому бульварі Пушкіна. В зв'язку з цим постановою міської влади, винесеною 13 липня 1955 р. було вирішено:

У зв'язку зі спорудженням пам'ятника народному революційному поетові Т. Г. Шевченку на бульварі Пушкіна в місті Сталіно виконком міськради вирішив: перейменувати бульвар імені Пушкіна в бульвар ім. Т. Г. Шевченка; перейменувати бульвар Т. Г. Шевченка в бульвар Пушкіна.

## Опис
Бульвар Шевченка починається у Ворошиловському районі, від будівлі Донецької обласної державної адміністрації, і завершується в Калінінському районі. На початку вулиці розташований пам'ятник Тарасу Григоровичу Шевченку. Довжина вулиці становить близько п'яти кілометрів.

## Джерела

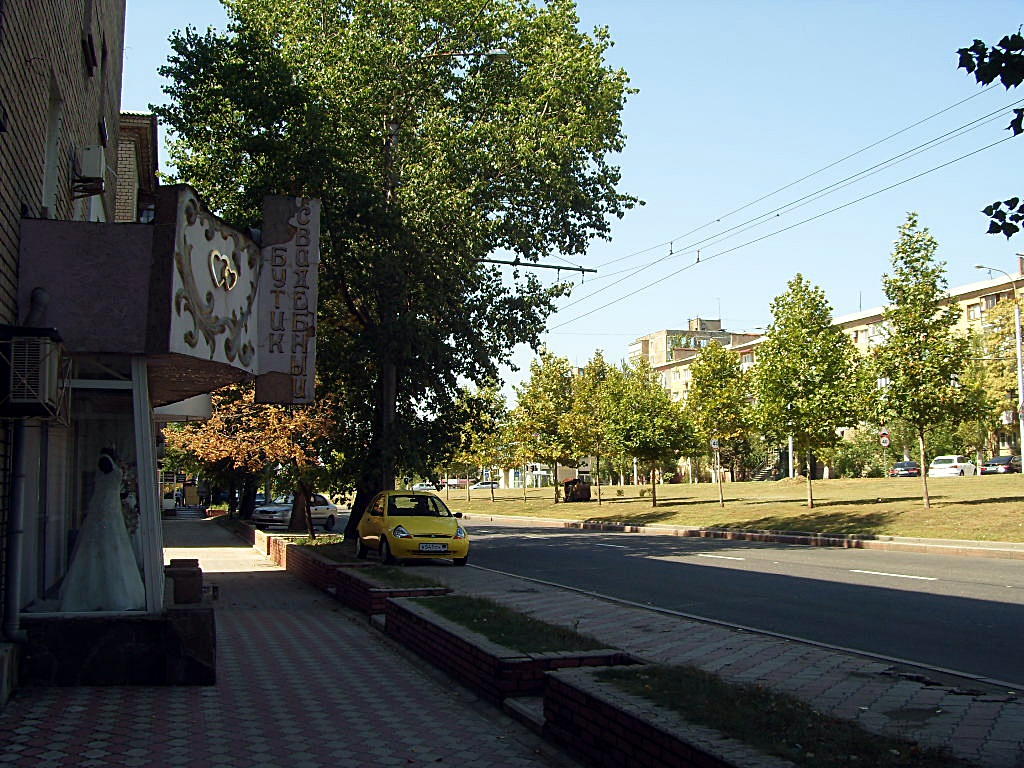
Бульвар Шевченка у Калінінському районі, 2018 p.
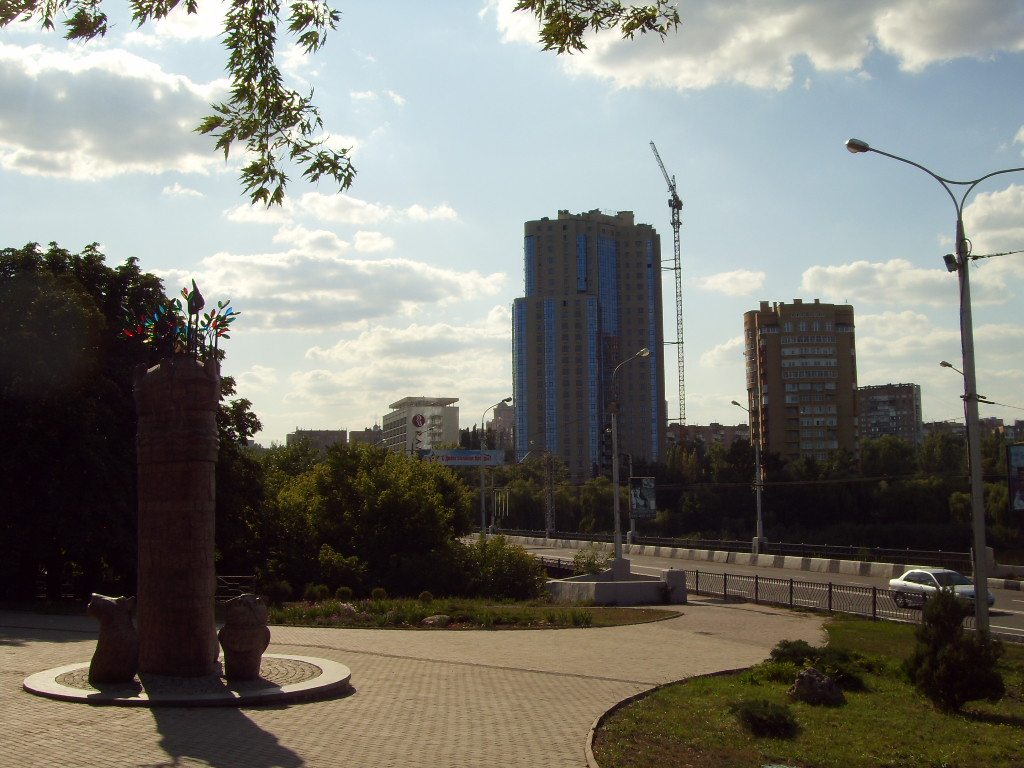
Бульвар Шевченка, спуск до мосту через ріку Кальміус, 2020 р.
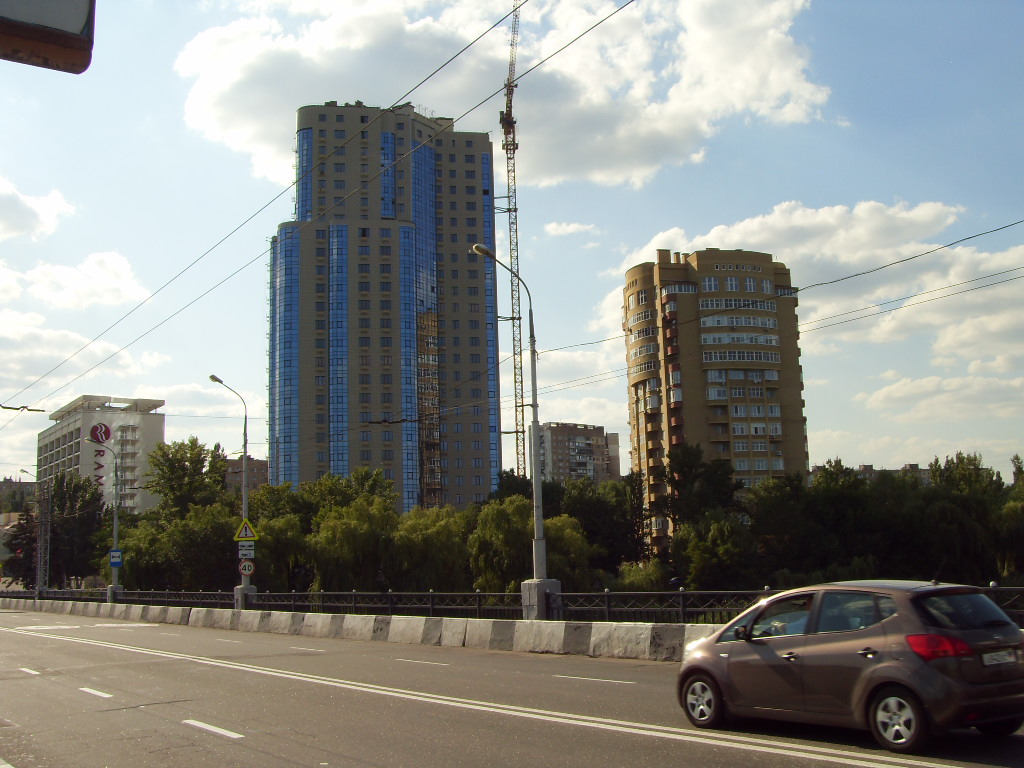
Бульвар Шевченка, міст через ріку Кальміус, 2020 р.
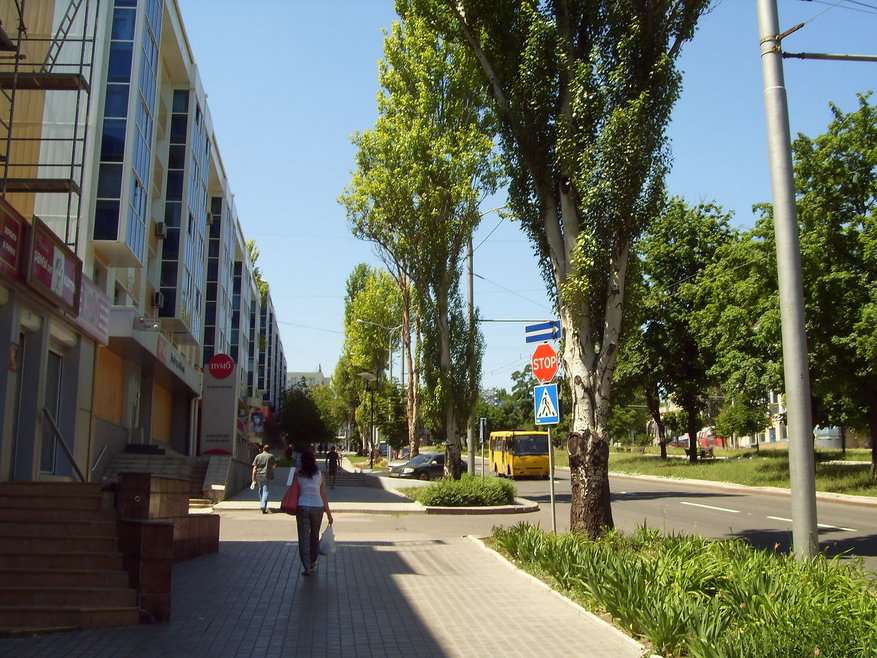
Бульвар Шевченка у Ворошилівському районі, центр міста, 2015 р.
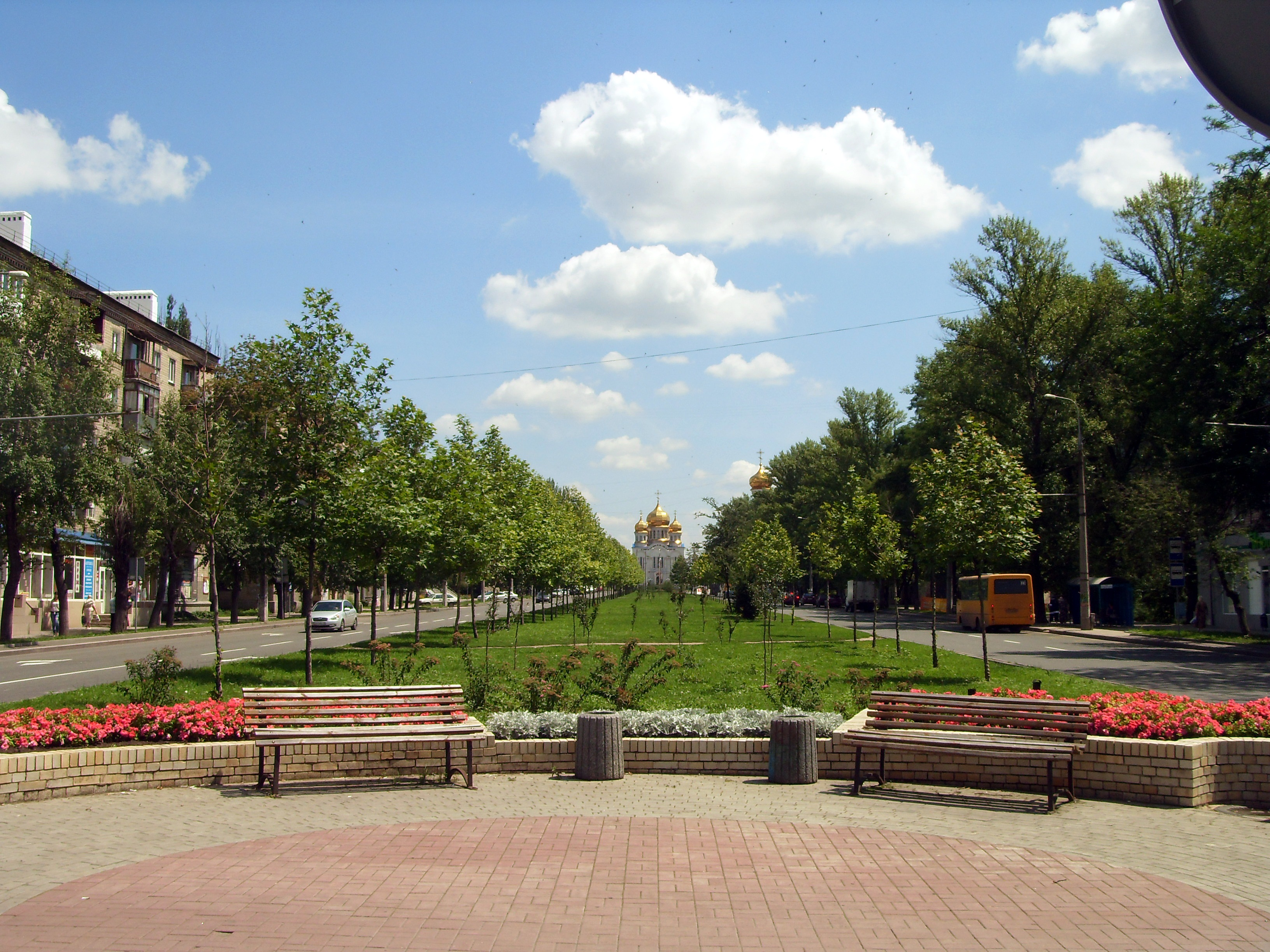
Бульвар Шевченка у Калінінському районі, 2014 р.

## Транспорт
Бульваром курсує багато видів міського транспорту, зокрема автобуси № 11, 13, 13а, 14, 32, 82, тролейбус № 8 та багато мікроавтобусів.